# Camponotus chloroticus
Camponotus chloroticus är en myrart som beskrevs av Carlo Emery 1897. Camponotus chloroticus ingår i släktet hästmyror, och familjen myror. Inga underarter finns listade.